# Єлецький район
Єлецький райо́н — адміністративно-територіальна одиниця Липецької області Росії з центром у місті Єлець (місто обласного підпорядкування, до складу району не входить).
Утворений 30 липня 1928 року в складі Центрально-Чорноземної області РРФСР (до 1930 входив до складу Єлецького округу). 
Площа — 1185 км². Межує з Краснинським, Становлянським, Ізмалковським, Долгоруковським районами Липецької області.